# Columbine (groupe)
Pour les articles homonymes, voir Columbine.
Columbine est un collectif de rap français originaire de Rennes, en Bretagne, actif entre 2014 et 2019. Les principaux membres en étaient Lujipeka, Foda C, Yro, Chaps, KCIV, Chaman et Sully, Veskki et Larry Garcia (Lorenzo dans sa carrière solo).
Le groupe sort quatre albums : Clubbing for Columbine en 2016, Enfants terribles en 2017, Adieu bientôt en 2018 et Adieu, au revoir en 2019. 

## Historique

### Formation et débuts (2014–2015)
Les membres fondateurs du collectif se rencontrent en 2010 dans la même classe du lycée Bréquigny de Rennes. 
Ils ont pris pour nom de groupe « Columbine » en référence à la fusillade en milieu scolaire qui s’est produite en 1999 à Columbine aux États-Unis . Par ce choix, le groupe n'a en aucun cas voulu honorer le crime ou le défendre, mais on peut plutôt penser qu'il s'agissait d'utiliser la tuerie et ses auteurs comme symbole d'une jeunesse marginalisée et incomprise.
Se définissant avant tout comme une « bande de potes », le crew intègre alors autant Foda C et Lujipeka que leur ami et colocataire Lorenzo (alias Larry Garcia), Sully, Chaman, Yro, Chaps et Sacha (alias Veskki). Ils sont ensuite rejoints par leur Dj KCIV. Le premier groupe formé par les membres de Columbine est VMS.
L'inspiration des membres du groupe va de la musique d'Odd Future à Boards of Canada et du cinéma comme le White trash Gummo ou les films de Takeshi Kitano. Le collectif est autonome : Columbine produit ses vidéos, enregistre sa musique, tourne des clips et crée ses propres collections de vêtements.
Ils réalisent un premier clip, Charles-Vicomte, en août 2014, qui met en scène un personnage satirique de rappeur bourgeois interprété par Yro. Ce titre fait partie du premier EP autoproduit du groupe, 2k16, composé uniquement de morceaux solos de Lujipeka, Foda C et Yro (2014).

### Clubbing for Columbine(2016)
Clubbing for Columbine, leur premier projet entièrement auto-produit, sort en janvier 2016. Son titre fait référence au documentaire Bowling for Columbine que Michael Moore consacre à la fusillade de Columbine. Le single est certifié disque d'or deux ans après sa sortie, en avril 2018.
Selon Foda C, le rap de Columbine « est le reflet de notre génération. On a parlé d'adolescence, parce que c'était ce qu’on vivait. On se voyait en marge, on était les enfants terribles du lycée. » Malgré certains titres plus légers, Columbine revendique le sérieux de leur démarche : « À travers le collectif, on veut promouvoir des individualités, des talents. On a du second degré, mais on est sérieux dans ce qu'on fait. »

### Enfants terribles(2017)
Le deuxième projet de Columbine, Enfants terribles, principalement réalisé par le duo Lujipeka/Foda C, sort en avril 2017. Il s'agit de leur première sortie sur le label Initial Artist Services. Le collectif souhaitait « faire un album plus construit, plus abouti, sans les mêmes erreurs que le premier [...] On voulait s'essayer à des sons plus rock, plus jazz, et faire un projet plus introspectif. »
Pour Technikart, « Enfants terribles de Columbine est complètement en marge de ce qui sort actuellement, périphérique, mais aussi au-dessus. C'est dépressif et contemplatif, combattif et tordant. L'enrobage fourmille d'idées, les paroles de trouvailles, et le chant est vraiment bizarroïde, inventif. » Les Inrockuptibles note que « aujourd'hui plus confiant, le groupe laisse de côté les blagues pour une écriture plus réfléchie et bien plus riche. »
L'album entre lors de la semaine de sa sortie à la 8e place du Top albums France et à la 44e du Top album Belgique Wallonie,. Le groupe entreprend une tournée nationale d'une quarantaine de dates à partir d'avril 2017, passée notamment par un concert le 10 mai à La Maroquinerie et le 25 novembre au Bataclan.
Début août 2017 sort un nouveau single de Lujipeka et Chaps : Pierre feuille papier ciseaux, leur premier morceau certifié single de platine.
L'album est certifié disque d'or en décembre 2017, certification brûlée par les membres du groupe conformément aux paroles de Lujipeka de leur chanson Rémi (« Disque d'or, on le fera fondre »), puis disque de platine en janvier 2021.

### Adieu BientôtetAdieu, au revoir
L’avant dernier album de Columbine, intitulé Adieu bientôt, sort le 28 septembre 2018, toujours sur leur propre label VMS et Initial Artist Services.
Adieu Bientôt comporte des chansons solos de Foda C, des solos de Lujipeka ou des duos Lujipeka-Foda C. Sur d'autres titres interviennent Chaman (Teen Spirit, Brûler) et Sully (Labo Photo). L'album est notamment produit par Seezy, Junior Alaprod et Ponko. Les compositions sont autant signées par Foda et Luji que par les compositeurs affiliés du groupe déjà entendus sur Enfants Terribles : Skuna, Kiyane, Saavane, KCIV (leur DJ), ainsi que de type beats trouvés sur Internet puis retravaillés. Lujipeka sample notamment le titre Les Flocons de l'été d'Étienne Daho pour composer Puzzle.
L'album est précédé par la sortie du premier single Cache-cache l'été de la même année, puis le 7 septembre du morceau éponyme de l'album comme single. Du 10 au 15 septembre, le collectif est invité à l'émission Planète Rap sur Skyrock. L'occasion, entre autres lives, de dévoiler 3 titres exclusifs de l'album : Borderline, La Gloire ou l'Asile, et Âge d'or.
L'album est certifié disque d'or en novembre 2018 puis disque de platine en mai 2019.
Le 4 mars 2019, Columbine annonce une réédition de Adieu Bientôt intitulée Adieu, au revoir, comprenant dix nouveaux titres composés pendant la tournée d'Adieu Bientour et interprétés par Lujipeka et Foda C. Programmée le 5 avril, la réédition est repoussée au 19 avril pour ne pas sortir en même temps que l'album Deux frères de PNL. La réédition Adieu, au revoir est certifiée double disque de platine le 27 mai 2021.

### Séparation du groupe
Lujipeka annonce que le groupe ne sortira plus de projets dans une interview pour Interlude le 20 juillet 2021.
Foda C confirme le 20 avril 2023, qu'il se tourne vers de nouveau projet et dévoilant l'édition d'un jeu de tir à la première personne nommé Unrecord.
Chaque membre se tourne vers une carrière solo.

## Discographie

### EP
- 2014 : 2k16

### Albums studio
- 2016 : Clubbing for Columbine
- 2017 : Enfants terribles
- 2018 : Adieu bientôt
- 2019 : Adieu, au revoir

### Singles
- 2015 : Mandragore
- 2015 : Dom Pérignon
- 2015 : Fleurs du mal
- 2016 : Les Prélis
- 2017 : Enfants terribles
- 2017 : Rémi
- 2017 : Temps électrique
- 2017 : Talkie-walkie
- 2017 : Pierre, feuille, papier, ciseaux
- 2018 : Cache-Cache
- 2018 : Adieu bientôt
- 2019 : Borderline
- 2019 : C'est pas grave

## Membres du groupe
- Lujipeka
- Foda C
- Chaman
- Sully
- Yro
- Lorenzo
- Veskki
- Chaps
- KCIV